# T68
T68 är ett svenskt Littera på en typ av diesellok med sex axlar som av Vossloh. Den kallas Euro 4000 av Vossloh och började levereras 2006.
Endast två T68:or finns i Sverige, vilka byggdes 2009 och ägs av Railcare, men har periodvis hyrts ut till CargoNet, där de betecknas CD 312.
Loktypen, som tillverkas i Spanien, har sålts till ett flertal bolag i Europa.. Loktypen finns även i två varianter, en för snabba persontåg (toppfart 160 eller 200 km/h) och en för tunga godståg (toppfart 120 eller 130 km/h). T68 motsvarar godstågsversionen. Norska CargoNet har motsvarande lok, vilka går under benämningen CD312. Cirka 110 stycken har byggts fram till 2016.
Det finns även en fyraxlig motsvarighet som kallas Euro 3000 av Vossloh.